# Roger Esteller
Roger Esteller Juyol (Barcellona, 6 luglio 1972) è un ex cestista spagnolo.

## Carriera
Con la Spagna ha disputato due edizioni dei Campionati europei (1997, 1999).

## Palmarès

### Squadra
- Campionato spagnolo: 2

Barcellona: 1996-97, 1998-99
- Campionato francese: 1

Pau-Orthez: 2000-01
- Copa del Rey: 2

Barcellona: 1991
Manresa: 1996
- Liga catalana: 1

Lleida: 2003
- Coppa Korać: 1

Barcellona: 1998-99

### Individuale
- LNB Pro A MVP straniero: 1

Pau-Orthez: 2001-02